# Tauwetter (Film)
Tauwetter ist ein Filmdrama des Schweizer Regisseurs Markus Imhoof aus dem Jahr 1977.

## Inhalt
Ein Bergdorf in den Alpen ist eingeschneit und von der Aussenwelt abgeschnitten, bevor die Touristen und eine Gruppe von Soldaten mit ihren Pferden den Ort verlassen können. Die erste Lawine hatte die Strasse und die Bahngeleise verschüttet, und die Menschen und das Vieh drängen sich in die wenigen noch sicheren Gebäude.
Manfred und Jutta, die hier in einem Hotel mit ihrem siebenjährigen Kind ihre Ferien verbracht haben, müssen das Kinderzimmer für Evakuierte räumen. In dieser ersten Nacht, die sie zu dritt verbringen, brechen die latenten Spannungen zwischen dem Paar offen aus. Man macht sich gegenseitig Vorwürfe, alte Geschichten kommen auf den Tisch, die Stimmung wird zunehmend aggressiver. Manfred geht sogar so weit, Jutta zu einem Seitensprung zu provozieren, und reagiert dann, als sie sich kaum gegen den Vorschlag wehrt, ziemlich schockiert. Verletzt und neugierig lässt sie sich auf Jean-Luc, einen der jungen Soldaten, ein.

## Produktion und Veröffentlichung

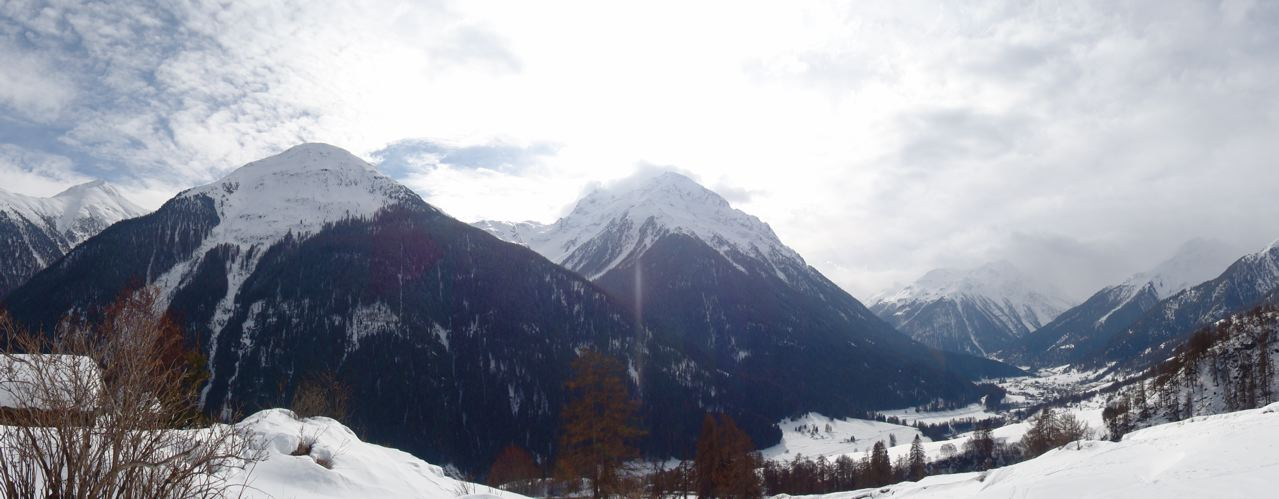
Lavin im Winter

Tauwetter ist der zweite Spielfilm von Markus Imhoof. Er setzte, wie schon bei seinem Filmdebüt, Fluchtgefahr, Gérard Vandenberg als Kameramann ein.
Der Film wurde vom 12. Januar bis zum 12. März in Lavin im Kanton Graubünden unter schwierigen Wetterbedingungen gedreht. Wegen Schneemangels experimentierte man zunächst mit Schneemaschinen, dann schneite es tagelang, gelegentlich fielen die Temperaturen auf −20 °C. Anschliessend gab es einen Föhnsturm, der den Schnee zum Schmelzen brachte und Überschwemmung und Bergrutsche zur Folge hatte. Von 130 Einwohnern des Ortes waren 60 als Komparsen beteiligt.
Die Filmmusik komponierte der Schweizer Jazz-Musiker Bruno Spoerri.
Premiere in der Schweiz war am 22. Oktober 1977. Die deutsche Erstaufführung fand am 30. Oktober 1977 auf den Hofer Filmtagen statt. Deutsche TV-Premiere war am 7. Januar 1980.

## Kritik
Der Kritiker von Filmdienst schreibt, durch die beiläufige Art der Inszenierung und die mangelhafte Durchzeichnung der Charaktere fehle es dem Film an psychologischer Glaubwürdigkeit, und das «babylonische Sprachgewirr» trage kaum etwas zur Authentizität des psychologischen Konflikthintergrundes bei.
Martin Schlappner vom Schweizer Journal Filmbulletin setzt den Film in den Kontext der bei Imhoof immer wiederkehrenden Thematik über den «Ausbruch des Einzelnen aus dem Zwang gesellschaftlicher Regeln» und schreibt: «Dieser Weg in die Freiheit, der Ausbruch immer sein soll aus einer Welt der Regelungen und der Zwänge, wie immer diese gesellschaftlich oder ideologisch begründet sind, ist in allen Filmen von Markus Imhoof das Thema gewesen, wie immer dieses Thema stofflich beschaffen sein mag.»